# Oristrell
Oristrell, antigament Ullastrell, és un petit poble entre el Pont de Vilomara i Rocafort de Bages. És l'indret del terme del qual se n'ha trobat la referència escrita més antiga.
L'any 932, el comte de Barcelona Sunyer, fill de Guifré el Pilós, dona fe en un document d'una venda de terres al comtat de Manresa al terme de la Vall de Nèspola al lloc conegut com a Ullastrell. Aquestes terres limitaven a l'est amb el Palacio de Avezia, nom antic on posteriorment s'hi s'assentarà el castell de Rocafort; a l'oest amb el flumen Lubregado, riu Llobregat; al sud limitaven amb el Monte Virgilio, actual muntanya de Puig Gil; i al nord amb la riera de Nespres.